# Provinzial
Der Provinzial (Plural Provinziale, weibliche Form Provinzialin) ist der Vorsteher bzw. die Vorsteherin einer Ordensprovinz in einer Ordensgemeinschaft. Es ist die verkürzte Bezeichnungen für Provinzialsuperior oder Provinzoberer (lateinisch Superior provincialis), je nach Ordensgemeinschaft auch für Provinzialminister (franziskanische Orden), Provinzialmagister (Dominikaner) oder ähnlich. Provinziale gehören zu den höheren Ordensoberen, sie fungieren als Vorgesetzte der Ordensmitglieder ihrer Provinz, visitieren die Niederlassungen in einem vorgeschriebenen Rhythmus und sind als Letztverantwortliche auch für die wirtschaftlichen Angelegenheiten der Provinz zuständig. Stellvertreter des Provinzials werden oft Vikare oder Kustos genannt; der Sitz eines Provinzials und seines Beraterstabs heißt Provinzialat oder Provinzkurie. 
Die Amtszeit eines Provinzials beträgt je nach Orden oder Kongregation drei oder vier Jahre. Die Ernennung erfolgt durch den Generaloberen der Gemeinschaft, entweder durch unmittelbare Einsetzung oder in Form der Bestätigung nach vorausgegangenem Wahlkapitel (Provinzkapitel), in dem die Delegierten der Provinz ihre höheren Oberen wählen. In vielen Orden oder Kongregationen ist die Amtszeit der Provinziale auf eine gewisse Anzahl von Amtsperioden beschränkt, häufig können sie jedoch nach einem Aussetzen wieder in dieses Amt gewählt werden. Im Eigenrecht anderer Gemeinschaften gibt es keine Beschränkung der Wiederwahl.
In ihrer Amtsführung werden Provinziale von einem Provinz- oder Provinzialrat, in manchen Orden Definitorium genannt, unterstützt. In wichtigen Angelegenheiten sind sie verpflichtet, das Votum dieses Rates einzuholen. Gegenüber der Generalleitung des Ordens sind Provinziale rechenschaftspflichtig.
Wie alle höheren Oberen klerikaler Männerorden päpstlichen Rechts fungieren der Provinzial bzw. sein Vikar, die in diesen Gemeinschaften Kleriker sein müssen, für die Mitglieder des Verbands als Ordinarius. Der Provinzial hat damit Anteil an der kirchlichen Jurisdiktionsgewalt und kann von bestimmten kirchlichen Gesetzen dispensieren. Bei Streitigkeiten zwischen Ordensleuten oder Niederlassungen aus seiner Zuständigkeit ist der mit Jurisdiktionsgewalt ausgestattete Provinzial im Rahmen des allgemeinen Kirchenrechts Richter erster Instanz. Im Gegensatz zu den Äbten der monastischen Orden empfangen Provinziale keine Benediktion und sind nicht berechtigt, die Pontifikalien (Mitra, Krummstab, Ring und Pektorale) zu tragen.